# الرد (حرض)

تعديل مصدري - تعديل

الرد هي إحدى قرى عزلة العتنة بمديرية حرض التابعة لمحافظة حجة، بلغ تعداد سكانها 848 نسمة حسب تعداد اليمن لعام 2004.